# Danses de Guadassuar

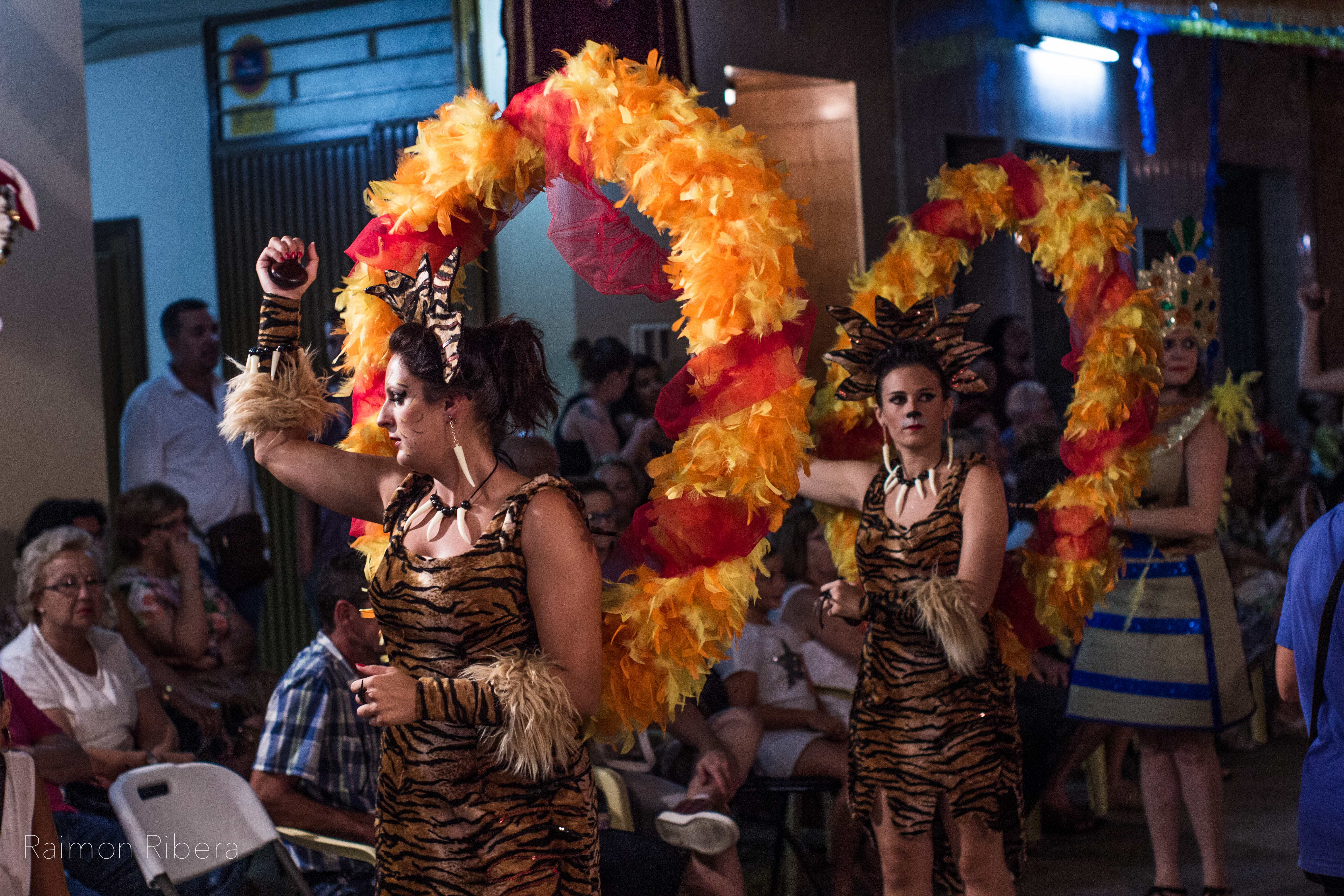
Danses de Guadassuar 2015.

La dansa de Guadassuar o “les dansades” és de la modalitat processional o d'anada de la vila de Guadassuar, representació típica de l'antiga dansa de carrer valenciana. Danses amb característiques similars a la de Guadassuar es conserven en altres llocs valencians, des de l'Horta de València a La Vall d'Albaida.
Aquesta dansa conserva el més important que pot tenir un ball tradicional, com és la participació massiva i oberta de la gent del poble, convertint-se en una festa de gran protagonisme popular, on cada veí aporta els seus recursos personals i dots artístics en diferents àrees de participació: dansa, música, indumentària, pentinats, flors, adornament de carrers, il·luminació, etc. Es tracta, per tant, d'una dansa que encara guarda la seua funció festiva. “Les dansades” se celebren les nits de la setmana següent a les festes de la Mare de Déu d'Agost i Sant Roc, temps que corresponia, antigament, a la vacació agrícola estival, acabades les collites del capoll de seda, fesols, melons, tomaques, etc. I vespres de la sega i batuda de l'arròs.
Cada nit de danses es balla en un carrer diferent, el qual engalana el veïnat amb llums i garlandes de papers multicolors. Hi ha una gran participació de balladors de diferents edats, vestits de manera diversa.

## Història

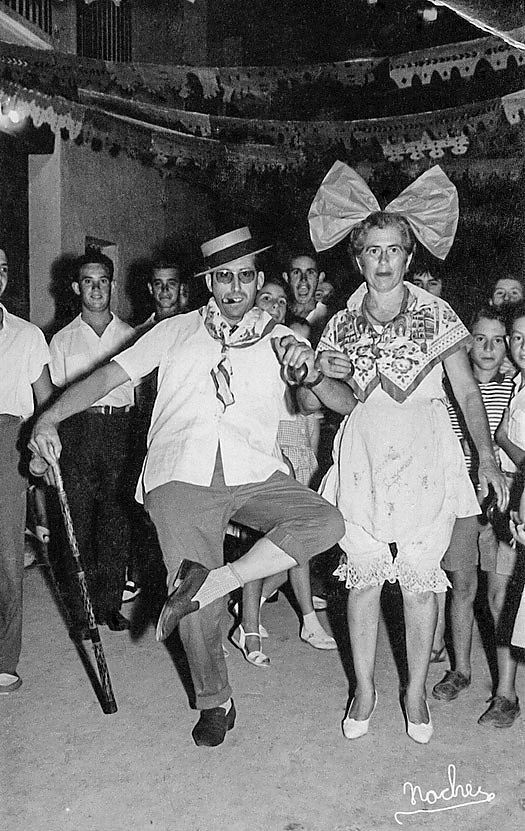
Danses de Guadassuar, 1960

En ser una celebració no lligada a cap autoritat civil o religiosa, les Danses no apareixen registrades en cap arxiu. Segons Agustí Roig, cronista de Guadassuar, se sap que només es produïren dos úniques interrupcions: l'any 1865, pel còlera, i els 3 anys que durà la Guerra Civil espanyola, de 1936-38, i es va reprendre el 1939. El 1969 conegué un dels més importants declivis, però quan l'Aula de Cultura de la Caixa d'Estalvis de València va adoptar la festa, l'Ajuntament va reaccionar a poc a poc creant una sèrie de premis, i arribà el 1985 en què el Ministeri de Transports, Turisme i Comunicacions declara la Setmana de Danses Festa d'Interès Turístic Nacional.
La dansa de Guadassuar revela en la seua música reminiscències àrabs i la cercavila que la precedeix és un típic toc de xeremies morisques. La seua arrel pot ser deriva de les festes paganes que se celebraven després de les collites d'estiu. A principis del segle xx, començaren els balladors a usar vestits diferents del tradicional de llauradors en dia de festa, i la dansa del 19 d'agost, es dedicava a l'indument de “moros i cristians”, en commemoració de la nit en què pernoctaren a Guadassuar, segons la llegenda, l'any 1180, Sant Bernat i les seues germanes Saïda i Soraida.
Les danses de Guadassuar han sigut declarades Bé d'interès cultural.

## Quan se celebren
La tradició diu que la Setmana de Danses se celebre l'última setmana sencera del mes d'agost, de dilluns a dissabte, a la nit. És la setmana següent a Sant Roc i la Mare de Dèu d'Agost (l'Assumpció), lligats els dos estretament a aquesta festa per ser els festers i festeres corresponents qui organitzen eixa Setmana de Danses. En el seu origen la celebració estaria lligada al ritme agrari que va entre la recollida del capoll de seda i la sega i batuda de l'arròs, conreus que jugaren un paper fonamental dins de l'activitat agrícola de la població en altres períodes.

## El carrer
La Dansà es desenvolupa cada dia en un carrer diferent de la població. Els festers de Sant Roc, grup de xics joves organitzadors de la Setmana de Danses, són qui decideixen els carrers i l'ordre d'aquests, l'única condició és que l'últim dia la Dansà es faça al carrer Major. El carrer corresponent haurà de ser engalanat penjant els paperets de danses, que creuen de part a part de vorera, i que funciona pràcticament com un sostre per a la Dansà al mateix temps que dona gran colorit. També se solen il·luminar els trams més foscos amb fanalets, a banda d'encendre tots els llums de la porta del carrer en totes les cases.
La preparació del carrer per a la Dansà es converteix en una espècie de preludi de la festa d'eixa nit, quan ja a mitjan vesprada els veïns del carrer comencen a condicionar-lo agranant i arruixant, penjant els paperets, etc., coincidint la finalització de les tasques amb el moment en què els festers fan el Passacarrer de les 9 de la nit.

## Participants
Una de les peculiaritats més notables de les Danses de Guadassuar és el seu caràcter participatiu i obert a tot el món. No és una festa que afecta només una xicoteta comissió de festers o un reduït grup de balladors. Quasi tot el poble participa un dia o altre ballant, confeccionant vestits, buscant i deixant complements per a eixos vestits, de músic, de fester...
La part més destacable la formen els balladors i les balladores. No es necessita gran professionalitat, només cal reproduir els moviments corresponents i deixar-se portar per la música. És en gran part espontani, popular, totalment obert, i pot ballar qui vulga. Els balladors i balladores són pràcticament tots i totes gent del poble i es pot participar en parella o en grup de parelles i ballar lliurement un, diversos o tots els dies.
Segons la tradició (i una llegenda lligada al rei Jaume I), la balladora és qui ha de buscar i escollir el ballador, i no viceversa; ella es fa càrrec de confeccionar el vestit i a ell li correspon convidar la balladora en el descans com a mostra d'agraïment.
Hi ha de totes les edats, des dels més menuts fins a gent d'avançada edat. Les Festeres de l'Assumpció (xiques de 19 anys) que col·laboren amb els festers de Sant Roc en l'organització, tenen com a principal funció ballar les 6 nits.
Enmig de les dues files de balladors i balladores es col·loquen els músics amb els instruments, i els festers, els quals controlen el transcurs de la Dansà, proveïts del típic garrot de grans dimensions.

## La indumentària
Segons la tradició, cada dia de la setmana s'ha de portar un vestit diferent, ideat i confeccionat pels mateixos balladors i balladores, en el qual és fonamental l'originalitat i espontaneïtat. L'estrenat el primer dia ja no serveix per al segon. Pràcticament s'improvisa el vestit d'un dia per a l'altre, passen el dia ideant el vestit d'eixa mateixa nit, confeccionant-lo pràcticament fins a l'hora d'eixir a ballar. Açò s'ha anat perdent en certa manera i, actualment, els vestits es confeccionen al llarg de l'any o inclús es lloguen o compren fets.
És ben curiós, a Guadassuar mai s'utilitza la paraula disfressa per a al·ludir a la vestimenta de la Dansà, sinó que s'anomena trage de Danses, lògic si tenim en compte que no és considerat un carnestoltes ni res paregut.
Cal assenyalar que els vestits usats a la Dansà no són folklòrics. El més senzill, per al ballador, el mocador de seda al coll, i per a les dones, el mantó i una flor al cabell.

## El festeig

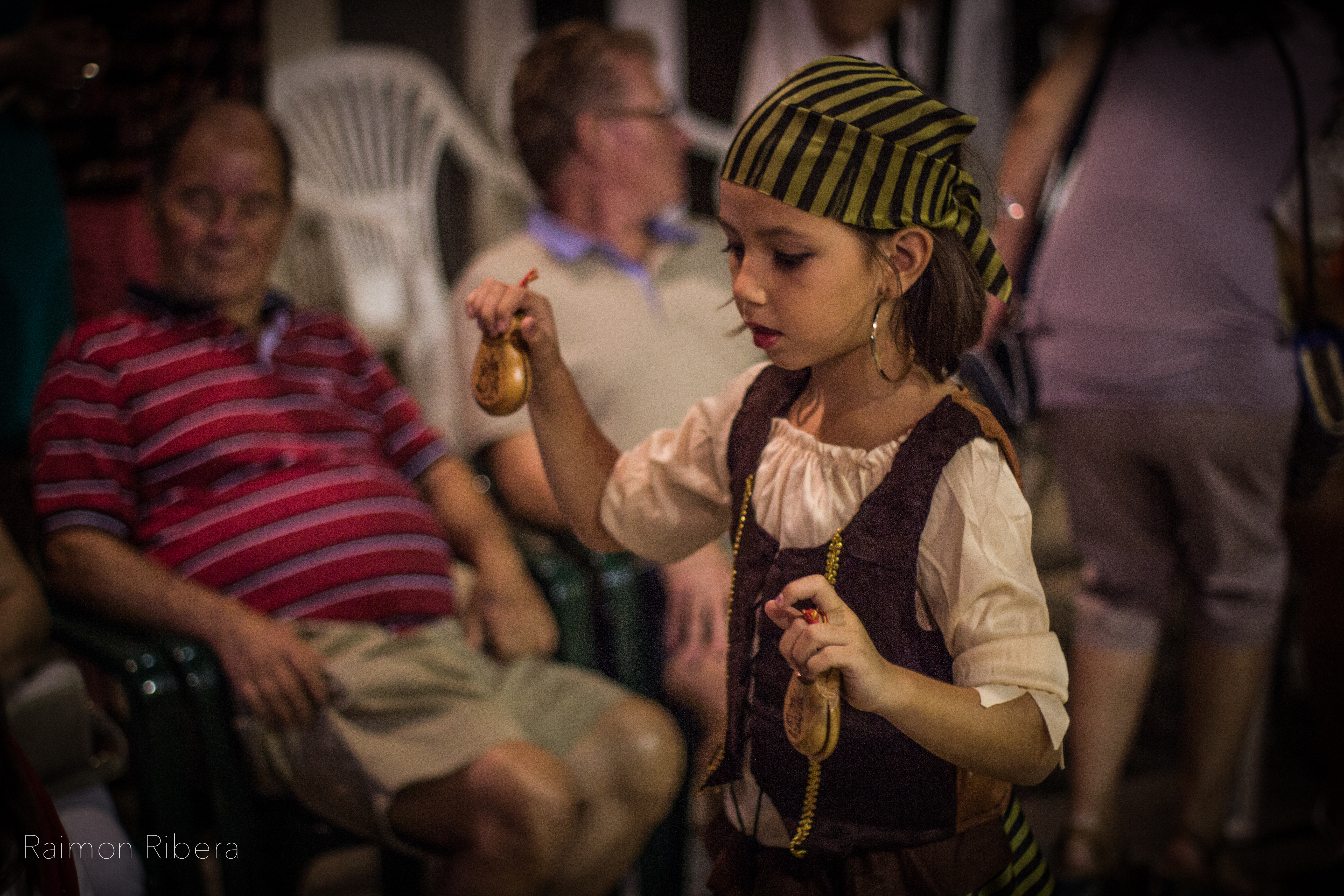
Xiqueta amb castanyoles.

Els balladors i les balladores comencen la Dansà des d'un cap del carrer, des d'on entren a ballar fins a recórrer-lo tot d'un extrem a l'altre sense parar-se en cap moment. Al carrer, els balladors i les balladores es col·loquen en dos files paral·leles, les xiques (més importants en la Dansà segons la llegenda de Jaume I) sempre van a la dreta i els xics, a l'esquerra. Enmig les dues files hi ha músics i festers que avancen juntament amb tota la Dansà. Els xiquets més menuts obrin la Dansà i se col·loquen davant. Després creixen gradualment per ordre no gaire estricte d'edat i estatura aproximada, fins als més adults. Finalment, les festeres tanquen la Dansà.
Tots els balladors i balladores van proveïts del corresponent parell de castanyoles amb el qual segueixen i reprodueixen el ritme de les caixes. Aquest ritme de les castanyoles no es deté en cap moment de la Dansà, i van sonant des que comencen a ballar en un cap del carrer fins que acaben a l'altre cap. La Dansà de cada nit està formada per dues parts, cadascuna en un sentit del carrer. La primera comença de l'extrem de carrer més al centre del poble cap a fora i, la segona part, al contrari (així acaba la Dansà a l'extrem més cèntric del poble), amb un descans d'uns minuts entre les dues parts.

## Parts

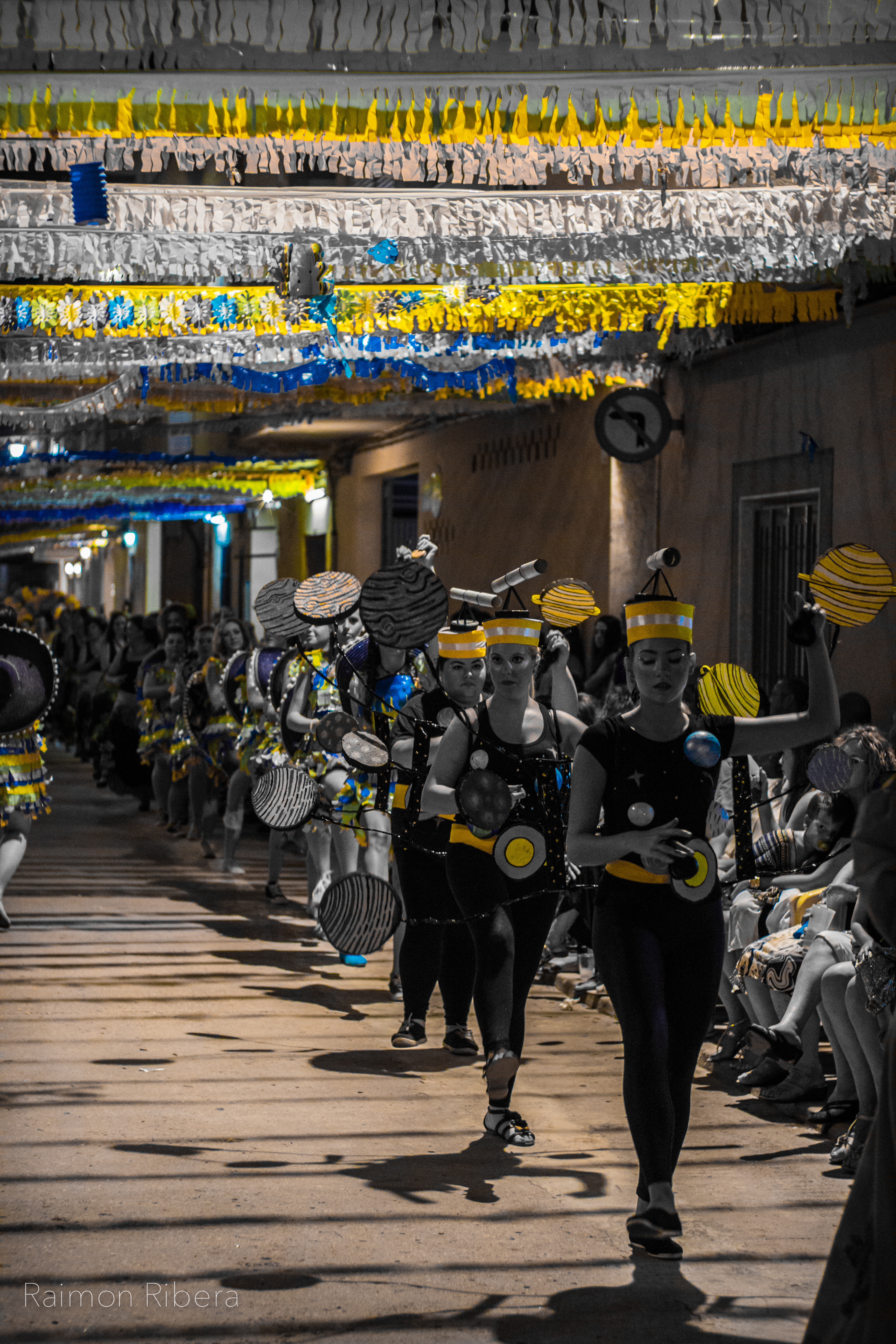
Dansà.

La part central de la festa de les Danses és la Dansà pròpiament dita, i és la que ens referim la major part de les vegades quan parlem de les Danses (realment és quasi l'única que es balla). Aquesta està envoltada de tot un ritual: el Passacarrer (dos vegades), l'Eixida o dansa dels arquets, el Cap de Dansa i el Danseret.
El passacarrer
A poqueta nit, a les 9, la colla de músics, amb instruments de vent, acompanyats pels festers, proveïts de grossos gaiatos, anuncien la “dansà” amb una cercavila que s'inicia davant l'església i es dirigeix i recorre el carrer on se celebra la festa. Aquesta cercavila es repeteix després del sopar que celebren festers i músics en el mateix carrer del festeig, abans que comence la dansa.
Ball de l'eixida o dansa dels arquets
En arribar a la casa on tindrà lloc l'Eixida i el Cap de Dansa, els festers i els músics s'obrin per a deixar pas a les festeres que van eixint lentament i agafades de la mà (en alt) del seu ballador. La melodia sona fins que l'última festera està a la porta del carrer, i totes elles queden parades enmig del corredor que formen els festers amb els seus garrots.
Cap de Dansa
A continuació, tots els músics interpretaran la breu melodia del Cap de Dansa i la persona a què eixa nit correspon actuar com a tal fa el seu discurs dirigit a tots els balladors i balladores. Una vegada acabat el parlament, els músics repeteixen la melodia.
La Dansà
Una vegada es troben tots al començament del carrer, les caixes inicien el ritme i els balladors i balladores es van incorporant a les files corresponents; així s'inicia la Dansà, el punt central de la festa.
El Danseret o Ballet final
Finalitzada la Dansà es balla, amb només uns segons de pausa, el Danseret. En realitat és un pas doble d'autor desconegut que les parelles solen ballar com a tal, agafades de dos en dos. Abans, per acabar la vetlada es ballava, més mogut, un antic fandango, el compàs del qual s'accelerava fins a cansar els balladors. Es deia el ball trencat perquè molts balladors no aplegaven a la fi.

## La darrera nit
El dissabte és la darrera dansà al carrer Major, la qual presideix la reina de la dansa i la seua cort d'honor, composta per les festeres de la Mare de Déu d'Agost de l'any anterior. També concorren les festeres de l'any actual. A la fi es lliuren els premis als balladors que s'han distingit per la fidelitat al ball i l'originalitat dels vestits i és proclama la reina de la dansa, que a l'any següent presidirà, de nou, la festa, elegida per vot secret dels festers de Sant Roc, la qual pren seient en la simbòlica cadira-tron, com segles arrere ho va fer, segons la llegenda, el rei Jaume el Conqueridor, per presenciar aquesta festa. La reina cessant imposa a la nova la banda acreditativa del títol, i tot seguit els festers de Sant Roc canten “Bonica està la reina”, amb la música de la coneguda cançó “Que bona està Maria.”

## Els músics/La música

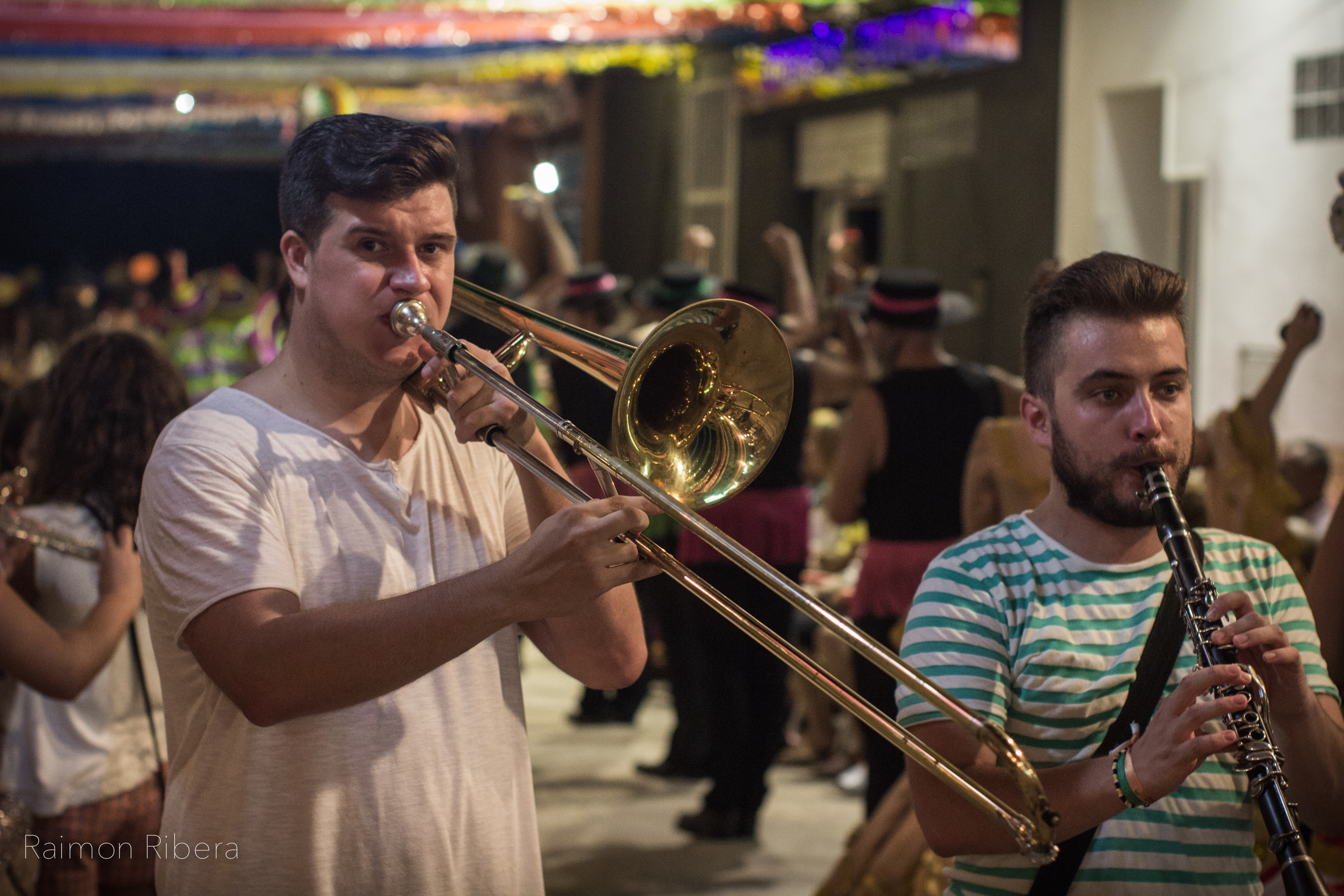
Músics al passacarrer.

Els tocadors de la dansa, abans d'aparèixer la banda de música a Guadassuar l'any 1853 fundada per la Societat Filharmònica d'Instruments Militars de Guadassuar, eren dos dolçainers que se situaven, respectivament, al cap i fi de les dues files de balladores i alternaven la melodia, com si es tractés d'un diàleg. El ritme el repercutia el tabalet i el repic de castanyoles dels dansats.
Actualment, la música de les Danses és interpretada per tota classe d'instruments de vent de banda, junt amb les caixes que marquen el ritme.
És curiós el cas del Danseret, un pas doble del que no coneixem més dades, així com, segons ens apunta Agustí Roig, quan a la forma en què es recollien antigament els fons per a pagar els músics: “Acabada la Dansà, desfilaven les parelles de balladors per davant d'un collitó (cistella que s'usava en la collita del capoll de la seda) on cada home dipositava la seua aportació destinada als músics. Si l'ofrena era generosa, el pregoner municipal feia sonar amb potència la flauta i el veïnat ovacionava el donant, mentre la balladora acompanyant somreia. Però si l'aportació era de poca quantia i no aplegava a un quinzet, el so el produïa agonitzant, amb la burla de públic i una carassa per part de la balladora”.

## Les cançons de dansa
Encara que la música de la dansa és instrumental, durant la setmana que dura el festeig es canta sovint pels xiquets i també pels majors, per ensenyar a ballar als menuts, la lletra que el poble li ha aplicat a la melodia:
| A ballar les danses al carrer Major; un plat de tomaques p’al senyor rector. Mira, mira Micalet posa-li farina i es farà duret, duret. | Vingué una forastera que volia ballar, però com no sabia un coix la va ensenyar. Afanyeu-se guilopes i acabeu en els coques, que “l'agüela” fa sopes i se les menja totes. |

La melodia d'aquesta cançó de la dansa serví de tema al compositor vorassuarenc Virgili Beltran Cleries per al pas doble “guadassuarense”, el qual ha estat declarat per l'Ajuntament, l'any 1991, himne oficial de Guadassuar.

## Al voltant de les danses

### Contes
Hi ha un conte sobre les Danses, desconegut per a la major part de la població. Podem trobar diferents finals del conte. A més de l'encant propi del conte, trobem altres elements curiosos: llocs propis del poble (el Ravalet), alguns de desapareguts (el pouet de l'ermita), mesures ja no emprades (mig almut), frases fetes que encara s'usen (“m’has fotut i m’has arrimat al marge”), etc. “Existeix altra contarella de la dansa, de la qual hi ha diverses versions, que relata el malestar que passà un matrimoni per l'afecció balladora de la muller i la gelosia del marit. És freqüent en la dansa de Guadassuar que un casat o casada constituïsca parella amb altra persona distinta del matrimoni, siga soltera, casada, o viuda, sense que este costum faça pensar en res negatiu.
Però hi hagué una vegada un marit gelós que no mirava amb bons ulls que la seua muller, jove i bonica, balladora amb un fadrí molt ben plantat.
El mateix dia que començaven les danses li demanà a la seua dona que no isquera a ballar i es deslliurara del fadrí amb qualsevol excusa. Però ella li respongué que seria de mal efecte retirar-se en aquell moment, quan ja li havia promès al jove ballar tres nits de danses i, a més, ja tenia cosits tres parells de vestits, un per cada nit.
El marit es posà encara més inquiet i començà a cavil·lar com desbarataria les intencions de la seua esposa. Quan a poqueta nit hi tornà muntat en carro de les feines del camp, en arribar a la seua casa simulà que estava coix i no podia caminar, volent fer creure a la seua muller que havia caigut de dalt la figuera i pretenent que no s'apartara del seu costat. Però aquesta encomanà a una veïna que el cuidara mentre ella eixia a ballar la dansa.
En veure el poc cas que li havia fet, l'endemà, l'home començà a queixar-se i tremolar les mans i les cames, com si li haguera entrat un mal. La dona res se sufocà i li preparà un tassó de til·la a la que afegí una forta dosi de carabasseta de cascall, amb el qual el marit es quedà adormit com un tronc i, ella, pogué ballar altra vegada la dansa.
El tercer dia, estimant-se de nou burlat, no pensà altra cosa que fer-se el mort, creient que, almenys, per respecte al dol, la dona desistiria de la seua afecció balladora.
Dipositaren el cos del suposat mort en un taüt i la muller li va col·locar un ciri a cada cantó, encarregant a la veïna que el vetlara i li plorara, mentre ella ballava la dansa.
Aquella nit el festeig se celebrava en el mateix carrer on vivia el matrimoni. Les files de balladors recorrien el carrer d'un costat a l'altre i quan la dona passà per davant de la seua llar, li cantà a la vetladora: “Plora-li, plora-li
plora-li ben plorat, i et faré un mitjamud ben acaramullat xacarrac, xacarrac”. Amb el qual li prometia que la gratificaria pel servei que li estava prestant, amb un “mitjamud acaramullat” de farina, una de les maneres d'agrair, en aquells temps, els favors rebuts.
Quan desfilà tota la dansada l'home s'incorporà tot furiós, sense que ho sabera la ploramorts, la qual s'havia adormit, i es traslladà a l'albereda de l'ermita, on la muller acostumava a anar després de la dansada a refrescar, asseient-se sobre una penya i ventant-se amb un gran ventall.
Abans que arribara la seua dona, hi encengué una foguera damunt la penya i l'escalfà fins a deixar-la com un ferro roent. Poc després aplegà aquesta, la qual, arromangant-se les faldes, s'assentà en la dita penya, pegant, a l'instant, un enorme bot i llançant, al mateix temps, tan desfermat crit, en socarrar-se el cul tot ell convertit en una llaga, que aplegaren a sentir-la de L'Alcudia i Algemesí. El marit, pixant-se de riure, sortí de darrere un xiprer on s'havia amagat i li cantà a la seua dona: “Plora-li, plora-li
plora-li, ben plorat;
que al remat esta nit
ben fotuda t’he deixat xacarrac, xacarrac”. Però foren tan fortes les riallades amb les quals l'home seu celebrava que agafà el ball de Sant Vítol, malaltia que el va sotmetre a ballar dansetes tres dies sense parar, acabant exhaust i estirant la pota.”

### Poesia
L'escriptor Rafael P. Súria (firmant de les normes de Castelló), guadassuarenc d'adopció, i enamorat de les seues tradicions va escriure:
Esta dansa que s'atura o avança
com un riu d'enjoiada remor
refulgís fent-se gaudi que dansa
amb cabdals de riquesa en amor....N'és com llum d'una inquieta aclarida
que espurneja els antulls de la gent, i n'és brot d'una rosa de vida
on els cors són sa flama brusent.
Esta dansa és el baf d'una essència
d'espèrit prepotent i cordial que estableix un nivell de consciència
als afanys d'existència social: Ací l'àvia i la neta es conjunten;
el futur i l'ahir s'acompassen
i al present, agraïdes, pregunten
com hi ha pobles més grans que no [dansen... Ací l'avi i el net vitalitzen
el passat i el demà transcendents i en la Dansa, presents, valoren
un dualisme d'iguals sentiments.
Esta Dansa que es para o avança
en un riu d'enjoiada remor és el seny de la sang que en la dansa
posa un greu atavisme d'amor!

### Llegendes
Una, conta que la Dansà es va ballar davant del rei Jaume I quan estigué a Guadassuar per a inaugurar la séquia Nova. Hi va acudir gran nombre de xiques fadrines de les alqueries del voltant (Aurí, Fentina, Tarragona, Maranyent, Montortal, etc.) i quedaren moltes sense ballador davant la passivitat dels acompanyants del rei, els quals estaven d'espectadors. En adonar-se el rei Jaume de la situació, volgué donar satisfacció a les fadrines i els va concedir, a perpetuïtat, el dret de triar ballador al seu gust. A l'Ajuntament es conservava la cadira on, segons la tradició, havia estat assegut el rei Jaume I per a contemplar les Danses, i que va desaparèixer en una de les reformes de l'edifici de l'Ajuntament, a principis del present segle, així com el “Llibre dels Privilegis de la Séquia Reial”, per l'any 1976. L'altra és la que justifica el costum (ja perdut) d'haver un dia en el qual el vestit de la Dansà era de moros i cristians. Això es devia al fet que es commemorava la nit de finals del mes d'agost de l'any 1180 en què pernoctaren a Guadassuar, Sant Bernat i les seues germanes Saida i Soraida, de pas de Carlet a Alzira, i les batejaren la matinada del 19 al 20 d'agost a la plaça coneguda com a Ravalet, amb els noms de Maria i Gràcia.

### Altres
Una font interessant d'informació referent a les Danses són els programes que confeccionen tots els anys tant festers com festeres, amb escrits relacionats amb la festa, opinions, actes que se celebren eixe any, etc.
Des de la seua recuperació el 1993, la cerimònia del Cap de Dansa ha tingut intervencions de tota classe, algunes més afortunades que altres. Alguns d'ells són bastant interessants, ja que hi participen persones lligades a les Danses per diferents raons, així com altres que no ho estan tant.
Un apartat totalment diferent que contribueix a enriquir la part gràfica és per exemple el concurs de cartells que convoca anualment l'Ajuntament.
També, en alguna ocasió s'ha organitzat una exposició de vestits, fotografies i objectes relacionats amb les Danses.